# Игре глади: Сјај слободе — 1. део
Игре глади: Сјај слободе — 1. део (енгл. The Hunger Games: Mockingjay – Part 1) амерички је научнофантастични ратни авантуристички филм из 2014. године, снимљен по роману Сјај слободе Сузан Колинс, трећег дела серијала Игре глади продуцената Нине Џејкобсон и Џон Килика и компаније Лајонс гејт. Филм је режирао Франсис Лоренс, по сценарију Денија Стронга и Питера Крејга. Главне улоге тумаче Џенифер Лоренс, Џош Хачерсон, Лијам Хемсворт, Вуди Харелсон, Елизабет Бенкс, Џулијана Мур, Филип Симор Хофман, Џефри Рајт, Стенли Тучи и Доналд Садерланд. Главно снимање оба дела филма почело је 23. септембра 2013. у Атланти, пре него што се пресело у Париз на две недеље снимања и званично је завршено 20. јуна 2014. године у Берлину.
Прича се наставља око Кетнис Евердин, пошто је два пута преживела Игре глади, Кетнис се нађе у Округу 13. Под вођством председнице Којн и савета њених верних пријатеља, Кетнис невољно постаје симбол масе побуњеника против Капитола и бори се да би спасила Питу и нацију, која је покренута њеном храброшћу. Наставак је филма Игре глади: Лов на ватру, а прати га филм Игре глади: Сјај слободе — 2. део.
Филм је премијерно приказан 10. новембра 2014. у Лондону, док је у америчким биоскопима реализован 21. новембра исте године. Као и своји претходници и овај филм је постигао комерцијални успех, зарадивши 55 милиона долара током првог дана приказивања, што га је учинило најуспешнијим премијерним даном у 2014. години и шестим најуспешнијим у новембру. Филм се нашао на првом месту по заради током премијерног викенда са приходом од 273,8 милиона долара широм света, што га је учинило најуспешнијим премијерним викендом те године и што је учинило серијал Игре глади једином франшизом у којом су сва три филма зарадила преко 100 милиона долара током премијерног викенда. Филм је укупно зарадио преко 755 милиона долара широм света, што га чини петим најуспешнијим филмом из 2014. и другим најуспешнијим филмом из серијала.
Филм је добио углавном позитивне критике од стране критичара, који су похвалили глуму, музику и политичку поруку, али су критиковали недостатак акције и дељење романа у два филма. Номинован је за најбољи научнофантастични филм на 41. додели награде Сатурн. Џенифер Лоренс је номинована за Награду удружења телевизијских филмских критичара за најбољу глумицу у акционом филму на 20. додели Награда по избору критичара, а тако је номинована за награду Сатурн. Песма „Yellow Flicker Beat” је била номинована за најбољу оригиналну песму на 72. додели „Златног глобуса”.

## Радња
Након што је спашена из порушене арене у 75. Играма глади, Кетнис Евердин, заједно са колегама победницима Битијем и Фиником Одером, одведена је у Дистрикт 13, независни округ изолован од остатка Панема, који је предводио побуњенике, а где се поново среће са својом мајком и сестром Прим. Док се опорављала, представљена је председници Алми Коин, вођи побуњеника и речено јој је да су њени поступци и дела у арени изазвали немире против Капитола. Коинова ју је питала да ли би постала „Креја” − симбол побуњеника − као део њихове стратегије „срца и умови”. Кетнис је изричито одбила, љутито је подсећајући да су оставили Питу Малерика, њеног наводно представљеног љубавника и колегу из Дистрикта 12, назад у арени. На предлог Плутарха Хевензбија, бившег творца Игара, одведена је да види рушевине Дистрикта 12, који је у потпуности сравњен са земљом од стране капитолске бомбардерске кампање (са изузетком кућа у победничком селу). Након што је видела да је Пита искоришћен од стране Капитолове државне телевизије да покуша да заташка побуњенике, Кетнис невољно мења своје мишљење и пристаје да постане Коинина „Креја”, под условом да ће Пита и остали победници првом приликом бити спашени и помиловани, и да ће њеној сестри Прим бити дозвољено да задржи своју мачку.
Након што Хејмич примети да Кетнис успева да напредује на спонтаност, она бива представљена својем филмском тиму (предвођен Капитоловом бегунцу Кресајдом), обучена у специјално дизајнираном оделу и додељујући јој Ефи Тринкет као стилисту и блиског пријатеља, а Гејла као телохранитеља. Одлазе у Дистрикт 8 да би посетили болницу, али како се посета завршавала бомбардерска капитолска ескадрила пристиже и бомбардује болницу, убијајући све унутар ње. У свом бесу, Кетнис даје оживљавајући говор камери, који бива емитован када Бити хакује фреквенцију капитолског информативног програма. Након што је емитован, штрајкачи у Дистрикту 7 убијају цео тим миротвораца скривеним минама.
Након што је видела ослабљеног Питу на ТВ-у, тим се враћа назад у Дистрикт 12, где Гејл прича причу његовог уништења и Кетнис је снимљена певајући песму „Висеће дрво” (енг. The Hanging Tree). Након што је ово емитовано, тим побуњеника за уништавање из Дистрикта 5 је са претпоставком да ће укинути струју у Капиталу, форсирајући их да искористе генераторе и ослабе њихову могућност да емитују њихову пропаганду.
Те вечери, Кетнис гледа Питу којег интервјуише Сизар Фликерман, бивши презентер Игара, где у очигледном пркошењу својих отмичара Пита изненада узвикује упозорење да ће Капитол напасти Дистрикт 13. Чим су то чули, Коинова наређује масовну евакуацију у подземна склоништа. После напада, Кетнис проналази поље које је препуно белих ружа, схватајући да их је председник Сноу послао како би јој се ругао и претпоставља да ће убити Питу. Како је Питино упозорење дало Округу додатних 8 минута за евакуацију, Коинова шаље тим елитних специјалних снага (који укључује и Гејла) да га спасе, заједно са Џоаном Мејсон и Ени Крестом, осталих победника из њиховог затвора унутар Капитоловог центра признања. Спашавање је успешно. Међутим, када Кетнис одлази да поздрави Питу, он је изненада напада и дави је до онесвешћивања, пре него што он сам бива онесвешћен од стране Богса.
Кетнис се буди у медицинској установи и бива информисана да је Пита „отет” − облик физичког/менталног мучења у којем су му „испрали мозак” у жељи да убије Кетнис, удружујући сећања на њу са психолошким терором направљен отровом оса трагачица − објашњавајући зашто је Капитол дозволио Гејловом тиму да побегне. Процес да оповргне ефекте почиње, са Питом задржаним у изолацији. У међувремену, Коинова објављује успешно спашавање победника и да је њихов следећи задатак Капитолово главно војно упориште у клисурама Дистрикта 2.

## Улоге
- Џенифер Лоренс као Кетнис Евердин
- Џош Хачерсон као Пита Меларк
- Лијам Хемсворт као Гејл Хоторн
- Вуди Харелсон као Хејмич Абернати
- Елизабет Бенкс као Ефи Тринкет
- Филип Симор Хофман као Плутарк Хевенсби
- Џулијана Мур као Алма Којн
- Доналд Садерланд као председник Кориолан Сноу
- Стенли Тучи као Сизар Фликерман
- Џефри Рајт као Бити
- Сем Клафлин као Финик Одер
- Натали Дормер као Кресида
- Махершала Али као Богс
- Вилоу Шилдс као Примроуз Евердин
- Пола Малкомсон као госпођа Евердин
- Џена Малон као Џоана Мејсон
- Стеф Досон као Ени Креста

## Продукција

### Пре-продукција
Дана 10. јула 2012. године, Лајонс Гејт је објавио да ће трећи и финални наставак у серијалу, Сјај слободе, бити подељен на два дела. Игре глади: Сјај слободе — 1. део је премијерно приказан 21. новембра 2014, а Игре глади: Сјај слободе — 2. део 20. новембра 2015. 1. новембра 2012. Франсис Лоренс, режисер Лова на ватру, објавио је да ће режирати оба завршна филма у серијалу.
Дана 6. децембра 2012. Дени Стронг је објавио да ће писати сценарио за трећи и четврти део. У августу 2013. Хемсворт је потврдио да ће снимање филма почети 2013.
Снимање филма је почело 16. септембра 2013. у Бостону, Атланти и Лос Анђелесу 13. новембра 2013. Нина Џејкобсон је изјавила да је Питер Крејг такође ангажован као сценариста.

### Кастинг
Дана 26. августа 2013. је објављено да ће глумица Стеф Досон глумити лик Ени Крест. Лајонс Гејт је 13. септембра 2013. објавио да ће Џулијана Мур глумити председницу Алму Коин у оба завршна дела серијала. Током следећег месеца, Патина Милер, Махершала Али, Вес Чатам и Елден Хенсон су се придружили глумачкој екипи тумачећи улоге командира Пејлора, Богса, Кастора и Полукса.

### Снимање
Снимање филма је почело 23. септембра 2013. у Атланти, а завршено је 20. јуна 2014. у Берлину. Први део је сниман истовремено (енг. back to back) кад и други део. Средином октобра, филм је сниман на локацијама у Рокмарту (Џорџија). Након паузе, због промовисања и рекламирања филма, снимање је настављено 2. децембра 2013; 14. децембра 2013. снимање је пребачено у Мариот Маркис у Атланти, а 18. децембра на локације код Колдвел Танкса у Њунану, Џорџији
Филип Симор Хофман, који је глумио Плутарка Хевенсбија, умро је 2. фебруара 2014. године у Њујорку. Представници Лајонс Гејта су изјавили да је Хофман снимио већину својих сцена пре смрти.
Објављено је да ће се сцене са борбама снимати у Паризу и на аеродрому Берлин темпелхоф. 7. маја започето је снимање на улицама Париза и у граду Иври сир Сен.
Дана 9. маја екипа се пребацила на локације у месту Ноази ле Гран. То је иста локација где је 1984. сниман филм Бразил Терија Гилијама.

### Костими
Кристијан Кордела, илустратор костима у првом филму, враћен је да скицира одела за Округ 13.

## Музика
Музика је направљена тако да опише и испољи мрачни осећај у филму. 9. октобра 2014. откривено је да ће ђачки хор из школе Тринити снимити траке за скор, које је написао Џејмс Њутон Хаувард. Џенифер Лоренс је извела филмску верзију песме The Hanging Tree, оригинално садржану у роману, али није била одушевљена што је морала да пева и да исплаче цео наступ. Од вечери 25. новембра 2014, песма је била на четвртом месту на Епловој топ 150 листи ајтјунова. The Hanging Tree је такође достигла врхунац на 1. месту у Аустрији и у Мађарској, где је била на 12. месту на листи Билбордових врућих 100 у САД.

## Политичке последице
Дана 20. новембра 2014. неке пројекције су наводно отказане у Тајланду, зато што су неки протестанти користили поздрав са три прста на демонстрацијама против државне војне владе.
Дана 24. новембра 2014. саопштено је да у повезаности са нередима у Фергусону поводом несреће Мајкла Брауна, протестант је имао транспарент са натписом графита „Ако ми горимо и ви горите” на своду у Сент Луис, Мисури. У филму и удруженом роману, лик Кетнис Евердин искористила је ову фразу као изазивање владајуће управе након што су бомбардовали болницу и она је одговорила на то, обарајући два авиона која су учествовала у бомбардовању. Вапај су онда узели и користили разни становници Панема док су почињали правити дела и поступке отпора.
Дана 27. новембра 2014. протестанти Хонгконга поздрављали су са три прста док су заузимали Монг Кок.

## Пуштање филма у биоскопе
Игре глади: Сјај слободе — 1. део је пуштен 19. новембра 2014. у девет подручја укључујући Француску, Грчку, Скандинавију и Бразил, а онда 20. новембра 2014, проширио на додатних 59, укључујући и Велику Британију, Немачку, Аустралију, Мексико и Јужну Кореју. Са још 17 пуштених 21. новембра 2014, укључујући САД, коначни промет је био на 85 држава, чинећи највеће пуштање године и Лајанс Гејтово најраспрострањеније избацивање филма икада. Филм је у Кини пуштен 8. фебруара 2015, у 2Д и 3Д технологији, чинећи га првим филмом у франшизи који је пуштен у 3Д-у, на било којем подручју и који је дебитовао на више од 4000 екрана. Режисер Франисес Лоренс је изјавио: „Скоро смо одгледали први део Сјаја слободе пре него што је пуштен у Кини и нови ниво потапања је био веома фантастичан”.

### Кућни видео
Игре глади: Сјај слободе — 1. део је на дигиталном ХД формату пуштен, 17. фебруара 2015. године и пропраћен је пуштању у Блу-Реј/DVD формату, 6. марта 2015. године. Био је на врху графикона продајних домаћих видеа две недеље заредом, упркос конкуренцији у Лудој ноћи у музеју: Тајна фараона.

## Приходи

### Зарада
Игре глади: Сјај слободе — 1. део је зарадио 337,1 милиона долара у Северној Америци и 415 милиона долара на другим подручјима за укупно светских 752,1 милион долара. Израчунавајући све трошкове, Deadline.com је проценио да је филм направио профит од 211,61 милиона долара. То је пети по реду филм који је највише зарадио у 2014. години широм света. Његово светско отварање од 273,8 милиона долара је шеснаесто по реду највеће свих времена, друго највеће отварање те године, иза Трансформерса: Доба изумирања (302,1 милион долара), и највеће мећу франшизом Игре глади.

### Реакције критичара
Игре глади: Сјај слободе — 1. део је од критичара примио мешовите до позитивних коментара, са највише похвала на солидан наступ и политички подтекст, али и замерке на недостатак акције и дељење романа на два дела фила. Ротен Томатос (енг. Rotten Tomatoes) је за Агрегатор прегледа, пријавио 65% одобравајућег рејтинга на основу 233 коментара/прегледа, са просечном оценом од 6.3/10. Консензус сајта чита: „Игре глади: Сјај слободе — 1. део поставља финале франшизе са претпоследњим поглављем садржаним, са солидним наступом и са паметним политичким подтекстом, мада „кратких су рукава” што се тиче акције". Филм на Метакрифт-у (енг. Metacrift) има резултат 64 од 100, на основу 44 критике, указујући на „генерално наклоњене коментаре”.
Међутим, оба − и Телеграф и Лос Анђелес Тајмс − пријавили су мешовиту до просечну анализу. Публика која је вршила анкету путем Синема Скора (енг. CinemaScore) дала је филму оцену: А-.

## Наставак
- Игре глади: Сјај слободе — 2. део